# SN 2004ch
SN 2004ch – supernowa typu II odkryta 28 maja 2004 roku w galaktyce NGC 5612. W momencie odkrycia miała maksymalną jasność 16,00m.